# SENSE (アルバム)
『SENSE』（センス）は、日本のバンド・Mr.Childrenの16枚目のオリジナル・アルバム。2010年12月1日にトイズファクトリーより発売された。

## 背景とリリース
通常盤のみ1形態で発売。アリーナツアー『Mr.Children Tour 2011 SENSE』チケット先行抽選予約のためのシリアルナンバーが封入。アルバムのジャケットはザトウクジラがブリーチングしている写真で、アートワークは森本千絵率いるgoen°が担当。
前作『SUPERMARKET FANTASY』から約2年ぶりとなるオリジナルアルバム。メジャーデビュー作の『EVERYTHING』以来となる全曲がCD初収録のアルバムで、前作以降、配信限定シングル『fanfare』やCMソングとなった「365日」など新曲の発表はあったものの、CDシングルの発売が1枚もない状態での発売だった。
Mr.Childrenのアルバムの中で唯一、収録曲すべてにMVが存在しない。
「一切の先入観なく音を受けとめて欲しい」というバンドの意思から、発売日の2日前までタイトル・収録曲などは一切告知されず、テレビや雑誌への出演といったプロモーション活動も一切行われなかった。
アルバムのコンセプトは“Mr.ChildrenがMr.Childrenを超えること”であり、前作『SUPERMARKET FANTASY』とは異なり「大衆に向けての意識が薄いのかもしれない」「より自分達（Mr.Childrenと小林武史の5人）の演奏の充実、グルーヴの充実っていうものに向かってた気がします」と桜井和寿は語っている。
プロモーション用として、アナログ盤「Mr.Children SENSE LIMITED "LP JACKET" EDITION」が限定100枚で存在する。

## チャート成績
初週で50.2万枚を売り上げ、オリコンウィークリーチャート初登場首位を記録。2週連続首位も達成したものの、オリジナルアルバムとしては9thアルバム『Q』以来6作品ぶりにミリオンに届かない結果となった。累計売上は78.4万枚。

## 収録内容
| 全作詞・作曲: 桜井和寿、全編曲: 小林武史 & Mr.Children、ストリングス・アレンジ: 小林武史 & 四家卯大。 |                                |           |            |                                       |      |
| # | タイトル                       | 作詞      | 作曲・編曲 |                                       | 時間 |
| 1. | 「I」                          | 桜井和寿  | 桜井和寿   |                                       | 4:09 |
| 2. | 「擬態」                       | 桜井和寿  | 桜井和寿   |                                       | 5:49 |
| 3. | 「HOWL」                       | 桜井和寿  | 桜井和寿   |                                       | 4:20 |
| 4. | 「I'm talking about Lovin'」   | 桜井和寿  | 桜井和寿   |                                       | 5:12 |
| 5. | 「365日」                      | 桜井和寿  | 桜井和寿   |                                       | 5:37 |
| 6. | 「ロックンロールは生きている」 | 桜井和寿  | 桜井和寿   |                                       | 4:49 |
| 7. | 「ロザリータ」                 | 桜井和寿  | 桜井和寿   | ブラス・アレンジ: 小林武史 & 山本拓夫 | 5:49 |
| 8. | 「蒼」                         | 桜井和寿  | 桜井和寿   |                                       | 3:45 |
| 9. | 「fanfare」                    | 桜井和寿  | 桜井和寿   | ブラス・アレンジ: 小林武史 & 山本拓夫 | 6:17 |
| 10.                                                                                                   | 「ハル」                       | 桜井和寿  | 桜井和寿   |                                       | 5:25 |
| 11.                                                                                                   | 「Prelude」                    | 桜井和寿  | 桜井和寿   |                                       | 6:55 |
| 12.                                                                                                   | 「Forever」                    | 桜井和寿  | 桜井和寿   |                                       | 4:50 |
| 合計時間:                                                                                             | 合計時間:                      | 合計時間: | 62:56      |                                       |      |

## 楽曲解説
1. I
  - 桜井和寿は、この曲と2曲目の「擬態」と6曲目の「ロックンロールは生きている」が出来たことがアルバム制作への自信に繋がったと語っている[3]。
2. 擬態
  - 本作のリード曲で、発売に先駆け11月29日よりラジオ限定でオンエアが解禁された。
  - 本作のCMで流された「トビウオニギタイ」というキーワードはこの曲の歌詞から採られたものである。“擬態”という言葉自体は、桜井が伊集院光のラジオ番組を聴いた際に印象に残った言葉だったという[8]。
  - 桜井は「例えば『エソラ』がサウンドに寄せた歌詞なのだとしたら、『擬態』は文学に寄せて書いている」と語っている[9]。
  - 元々はSalyuへの提供曲として書かれた楽曲であるが、桜井が「人に提供するのではなく、自分たちで歌いたいと思うようになった」ため、バンドのレパートリーとなった[10]。なお、Salyuにはこの曲の代わりに「青空」を提供している。
  - 後にベスト・アルバム『Mr.Children 2005-2010 ＜macro＞』『Mr.Children 2003-2015 Thanksgiving 25』にも収録された。
3. HOWL
4. I'm talking about Lovin'
5. 365日
  - NTT東日本・NTT西日本CMソング[11]。2009年からオンエアされ、ライブでもドームツアー『Mr.Children DOME TOUR 2009 SUPERMARKET FANTASY』で初披露されていたが、本作に収録されるまでCD音源化されていなかった。
  - 2017年にはNTTドコモ「NTT docomo group × Mr.Children 25th Anniversary コラボキャンペーン」ブランドCMソングにも起用された[12]。
6. ロックンロールは生きている
  - 発売に先駆け11月18日よりラジオ限定でオンエアが解禁された[13]ほか、本作のCMでもわずかに使用されている。
7. ロザリータ
  - 同年4月に行われたファンクラブ限定ライブで披露されていた楽曲[14]。
8. 蒼
9. fanfare
  - 2nd配信限定シングル。
  - 本作唯一のシングル曲。表記はないが、ミックスし直されたアルバムバージョンとなっている[15]。
10. ハル
11. Prelude
  - この曲の歌詞について桜井が「Mr.Childrenの音楽をすごく好きで聞いてきてくれた人にちょっとずつ『ちょっかい』出しながら書いてました」[16]と話すとおり、歌詞の中にMr.Childrenが過去に発表した曲名[注 2]や歌詞が登場する。
12. Forever
  - ドキュメンタリー映画『Mr.Children / Split The Difference』エンディング曲[4]。

## 参加ミュージシャン
- Mr.Children
  - 桜井和寿：Vocal, Guitar
  - 田原健一：Guitar
  - 中川敬輔：Bass
  - 鈴木英哉：Drums
- 小林武史：Keyboards
- 安達練：Computer Programing

| 擬態 - 小倉博和：Bouzouki, 12 String guitar I'm talking about Lovin - 四家卯大ストリングス：Strings - 四家卯大：Strings - 沖祥子：Strings 365日 - 四家卯大ストリングス：Strings - 四家卯大：Strings - 沖祥子：Strings ロザリータ - 山本拓夫：Sax - 西村浩二：Trumpet - 四家卯大ストリングス：Strings - 四家卯大：Strings - 沖祥子：Strings | fanfare - 山本拓夫：Sax - 西村浩二：Trumpet - 菅坡雅彦：Trumpet - 中川英二郎：Trombone - 片岡雄三：Trombone - 山城純子：Bass trombone - 四家卯大ストリングス：Strings - 四家卯大：Strings - 沖祥子：Strings ハル - 四家卯大ストリングス：Strings - 四家卯大：Strings - 沖祥子：Strings Forever - 四家卯大ストリングス：Strings - 四家卯大：Strings - 沖祥子：Strings |

## テレビ出演
前述のとおり発売当時はテレビ出演は行われなかったが、ベスト・アルバム『Mr.Children 2005-2010 <macro>』の発売のタイミングで本作の収録曲も披露された。
| 番組名                                       | 日付           | 放送局     | 演奏曲                                               |
| -------------------------------------------- | -------------- | ---------- | ---------------------------------------------------- |
| ミュージックステーション                     | 2012年5月4日   | テレビ朝日 | Worlds end 365日                                     |
| 僕らの音楽                                   | 2012年5月4日   | フジテレビ | ニシエヒガシエ End of the day 365日                  |
| Music Lovers                                 | 2012年5月6日   | 日本テレビ | fanfare 祈り ～涙の軌道                              |
| Music Lovers                                 | 2012年5月13日  | 日本テレビ | 擬態 End of the day くるみ                           |
| クリスマスの約束2013                         | 2013年12月25日 | TBS        | 365日 その日が来るまで パノラマの街 クリスマス・イブ |
| ミュージックステーション スーパーライブ 2014 | 2014年12月26日 | テレビ朝日 | 365日 足音 〜Be Strong                               |

## ライブ映像作品
| 曲名                       | 作品名                                                   |
| -------------------------- | -------------------------------------------------------- |
| I                          | Mr.Children Tour 2011 SENSE                              |
| I                          | Mr.Children STADIUM TOUR 2011 SENSE -in the field-       |
| 擬態                       | Mr.Children Tour 2011 SENSE                              |
| 擬態                       | Mr.Children STADIUM TOUR 2011 SENSE -in the field-       |
| 擬態                       | Mr.Children [(an imitation) blood orange] Tour           |
| 擬態                       | Mr.Children Stadium Tour 2015 未完                       |
| 擬態                       | Mr.Children Tour 2018-19 重力と呼吸                      |
| HOWL                       | Mr.Children Tour 2011 SENSE                              |
| HOWL                       | Mr.Children STADIUM TOUR 2011 SENSE -in the field-       |
| I'm talking about Lovin'   | Mr.Children Tour 2011 SENSE                              |
| I'm talking about Lovin'   | Mr.Children STADIUM TOUR 2011 SENSE -in the field-       |
| 365日                      | →「 365日#ライブ映像作品 」を参照                        |
| ロックンロールは生きている | Mr.Children Tour 2011 SENSE                              |
| ロックンロールは生きている | Mr.Children STADIUM TOUR 2011 SENSE -in the field-       |
| ロックンロールは生きている | MR.CHILDREN TOUR POPSAURUS 2012                          |
| ロックンロールは生きている | Mr.Children REFLECTION {Live & Film}                     |
| ロックンロールは生きている | Mr.Children 30th Anniversary Tour 半世紀へのエントランス |
| ロザリータ                 | Mr.Children Tour 2011 SENSE                              |
| 蒼                         | Mr.Children STADIUM TOUR 2011 SENSE -in the field-       |
| fanfare                    | →「 fanfare#ライブ映像作品 」を参照                      |
| ハル                       | Mr.Children STADIUM TOUR 2011 SENSE -in the field-       |
| ハル                       | Mr.Children Tour 2018-19 重力と呼吸                      |
| Prelude                    | Mr.Children Tour 2011 SENSE                              |
| Prelude                    | Mr.Children STADIUM TOUR 2011 SENSE -in the field-       |
| Prelude                    | Mr.Children Dome Tour 2019 Against All GRAVITY           |
| Forever                    | Mr.Children Tour 2011 SENSE                              |

## SENSE PROJECT
アルバムの情報解禁前には「SENSE PROJECT」というウェブサイトが設立されており、アルバム発売日前までは黒地に「SENSE」と書かれたものでクリックするとテレビ上で放映されていたCMの一部が流れたり、携帯電話が置いてある部屋が映し出され書いてある番号に電話をすると画面内に映っている携帯電話に着信が入る、など謎に包まれていた。情報が解禁されると黒地だった部分にこのアルバムのジャケットが映し出されるようになった。また、発売から約1年後にも、20周年に向けた取り組みとして行われた。
2010.11.16
- SENSE #01 illusion
- SENSE #02 space
- SENSE #03 mirror
- SENSE #04 words
- SENSE #05 voice

2010.11.21
- SENSE #06 action

2011.10.21
- SENSE #08
- SENSE #13

2011.10.24
- SENSE #14

2011.10.26
- SENSE #07

2011.11.13
- SENSE #15

2012.4.7
- SENSE #16
- SENSE #17
- SENSE #18
- SENSE #19
- SENSE #20